# ジェームズ・ルソー
ジェームズ・ルソー（James Rousseau Osborne、1980年12月19日 - ）は、イギリスのファッションモデル。哲学者であるジャン＝ジャック・ルソーの子孫にあたる。

## 生い立ち
イングランド・ケント州で生まれ、ハートフォードシャーの田園地方で育つ。名門パブリックスクールであるウスターシャーのマルヴァーン・カレッジに通っていたが、モデル活動優先のために保留になっている。

## モデルキャリア
休日ロンドンにアルバイトに行った際、「ファッションモデルになれる」とからかわれ、ロンドンのモデル事務所を履歴書も持たずに訪れた。そこで冷やかしだと思われた彼は追い出されかけていたところ、何人かのスタッフに呼び止められ、写真を撮影された。すると数日のうちにオファーが届いた。彼は「可愛い（プリティ）」と言われることが嫌いであったが、「中性的」な男性モデルが流行していた時代にとてもマッチしたのであった。モデル事務所の門を叩いた3週間後には、もうスティーヴン・マイゼルの撮影するイタリア・ヴォーグ誌の撮影を予約された。その2週間後にはミュウミュウのキャンペーンに抜擢され、瞬く間に全世界に知られるトップモデルの一員となった。その後もコンスタントに活動し、ヒューゴ・ボス、イヴ・サンローランなどいくつものブランドのキャンペーンモデルをつとめた。また、英国車であるジャガーのキャンペーンモデルをつとめた際には、若年層からの支持を集め、ジャガーの売り上げが倍増した。「GQ」、「ELLE」、「Esquire」、「Vogue」、「Numéro」などの雑誌でも活躍している。

## 私生活
過去に女優のケイト・ボスワースと交際。ケイト・ボスワースがオーランド・ブルームと別れた直後の2006年からである。